# Omomiłek żarłoczny
Omomiłek żarłoczny (Cantharis pulicaria) – gatunek chrząszcza z rodziny omomiłkowatych i podrodziny Cantharinae.
Gatunek ten opisany został po raz pierwszy w 1781 roku przez Johana Christiana Fabriciusa.
Chrząszcz o wydłużonym ciele długości od 6 do 9 mm. Głowę ma czarną z żółtawymi narządami gębowymi i policzkami, w związku z czym czerń osiąga pośrodku jej przednią krawędź. Czułki cechują się członem drugim co najwyżej nieco dłuższym niż szerokim, około dwukrotnie krótszym od członu trzeciego. Przedplecze jest szersze niż dłuższe, o wypukłej krawędzi przedniej, zaokrąglonych kątach przednich, zaokrąglonych brzegach bocznych i niewystających kątach tylnych. Ubarwienie przedplecza jest czarne z żółto obrzeżonymi krawędziami bocznymi, a zwykle także tak samo obrzeżonymi przednią i tylną. Pokrywy są całkiem czarne, porośnięte jednorodnym owłosieniem.
Owad ten zasiedla bagna, młaki i wilgotne łąki od nizin po tereny górskie, gdzie osiąga rzędne około 2000 m n.p.m. Osobniki dorosłe obserwuje się od kwietnia do czerwca. Chętnie przebywają na wiechlinowatych i sitowatych.
Gatunek palearktyczny, znany z Francji, Belgii, Holandii, Niemiec, Austrii, Polski, Czech, Słowacji, Węgier, Ukrainy, Turcji i Rosji.